# Whytockia chiritiflora
Whytockia chiritiflora är en tvåhjärtbladig växtart som först beskrevs av Oliver, och fick sitt nu gällande namn av William Wright Smith. Whytockia chiritiflora ingår i släktet Whytockia och familjen Gesneriaceae. Inga underarter finns listade i Catalogue of Life.